# Northeast Conference
La Northeast Conference (NEC) es una conferencia de la División I de la NCAA de la subdivisión FCS que abarca universidades de estados del noreste de Estados Unidos. Tiene su sede en Somerset, Nueva Jersey.

## Historia
Fue fundada en 1981 con el nombre de Eastern College Athletic Conference-Metro Conference, cambiando la denominación por la actual en 1989. Desde entonces se han producido hasta 7 expansiones, dando cabida a nuevas universidades como Monmouth, Mount Saint Mary's, Central Connecticut State, Quinnipiac, Sacred Heart y Bryant.
La conferencia tiene en la actualidad 9 miembros que compiten en 25 deportes:
| - Masculino - Baloncesto - Béisbol - Campo a través - Golf - Lacrosse - Atletismo al aire libre - Atletismo cubierta - Fútbol - Tenis - Fútbol americano - Natación - Voleibol | - Femenino - Baloncesto - Sóftbol - Campo a través - Hockey sobre césped - Golf - Atletismo al aire libre - Atletismo cubierta - Fútbol - Tenis - Lacrosse - Voleibol - Bowling - Natación |

## Miembros
Hay un total de 29 instituciones que compiten en la Northeast Conference 9 de pleno derecho y 20 afiliados:

### Miembros de pleno derecho
| Logo | Institución                                | Localización                      | Tipo    | Fundada | Equipo      | Año de Unión |
| ---- | ------------------------------------------ | --------------------------------- | ------- | ------- | ----------- | ------------ |
|      | Universidad Estatal de Connecticut Central | New Britain, Connecticut          | Pública | 1849    | Blue Devils | 1997         |
|      | Universidad Estatal de Chicago             | Chicago, Illinois                 | Pública | 1867    | Cougars     | 2024         |
|      | Universidad Fairleigh Dickinson            | Teaneck, Nueva Jersey             | Privada | 1942    | Knights     | 1981         |
|      | Le Moyne College                           | DeWitt, Nueva York                | Privada | 1946    | Dolphins    | 2023         |
|      | Universidad de Long Island                 | Brooklyn y Brookville, Nueva York | Privada | 1926    | Sharks      | 1981         |
|      | Universidad de Mercyhurst                  | Erie, Pensilvania                 | Privada | 1926    | Lakers      | 2024         |
|      | Universidad Saint Francis                  | Loretto, Pensilvania              | Privada | 1847    | Red Flash   | 1981         |
|      | Stonehill College                          | Easton, Massachusetts             | Privada | 1948    | Skyhawks    | 2022         |
|      | Wagner College                             | Staten Island, Nueva York         | Privada | 1883    | Seahawks    | 1981         |

1. ↑  El campus tiene una dirección postal en Syracuse.
2. ↑  Antes del año escolar 2019-20, la Universidad de Long Island operaba programas deportivos separados en sus sedes de Brooklyn y Post (este último ubicado en Brookville, Nueva York). Solo la sede de Brooklyn fue miembro de la Northeast Conference. La sede de Post tenía un programa de la NCAA División II.

### Futuro miembro
| Logo | Institución              | Localización            | Tipo    | Fundada | Equipo   | Año de unión |
| ---- | ------------------------ | ----------------------- | ------- | ------- | -------- | ------------ |
|      | Universidad de New Haven | West Haven, Connecticut | Privada | 1920    | Chargers | 2025         |

### Miembro de salida
| Institución               | Localización         | Tipo    | Equipo    | Año de salida | Conferencia de traslado                    |
| ------------------------- | -------------------- | ------- | --------- | ------------- | ------------------------------------------ |
| Universidad Saint Francis | Loretto, Pensilvania | Privada | Red Flash | 2026          | Presidents' Athletic Conference (Div. III) |

### Miembros Afiliados
| Institución                                   | Localización                   | Equipo        | Tipo           | Año de Unión | Deportes                                                    | Conferencia Primaria               |
| --------------------------------------------- | ------------------------------ | ------------- | -------------- | ------------ | ----------------------------------------------------------- | ---------------------------------- |
| Universidad de Binghamton                     | Vestal, Nueva York             | Bearcats      | Pública        | 2023         | Golf masculino Tenis masculino y femenino                   | America East Conference            |
| Universidad Estatal de Cleveland              | Cleveland, Ohio                | Vikings       | Pública        | 2024         | Lacrosse masculino                                          | Horizon League                     |
| Universidad Estatal Coppin                    | Baltimore, Maryland            | Eagles        | Pública (HBCU) | 2022         | Béisbol                                                     | Mid-Eastern Athletic Conference    |
| Universidad Daemen                            | Amherst, Nueva York            | Wildcats      | Privada        | 2022         | Voleibol masculino                                          | East Coast Conference (Div. II)    |
| Universidad Estatal de Delaware               | Dover, Delaware                | Hornets       | Pública (HBCU) | 2022         | Béisbol Golf femenino                                       | Mid-Eastern Athletic Conference    |
| Universidad Estatal de Delaware               | Dover, Delaware                | Hornets       | Pública (HBCU) | 2023         | Fútbol femenino Lacrosse femenino                           | Mid-Eastern Athletic Conference    |
| Universidad de Detroit Misericordia           | Detroit, Míchigan              | Titans        | Privada        | 2024         | Lacrosse masculino                                          | Horizon League                     |
| Universidad Duquesne                          | Pittsburgh, Pensilvania        | Dukes         | Privada        | 2008         | Fútbol americano                                            | Atlantic 10 Conference             |
| Universidad Duquesne                          | Pittsburgh, Pensilvania        | Dukes         | Privada        | 2016         | Bowling femenino                                            | Atlantic 10 Conference             |
| Universidad D'Youville                        | Búfalo, Nueva York             | Saints        | Privada        | 2022         | Voleibol masculino                                          | East Coast Conference (Div. II)    |
| Universidad de Fairfield                      | Fairfield, Connecticut         | Stags         | Privada        | 2019         | Hockey sobre césped femenino                                | Metro Atlantic Athletic Conference |
| Universidad Howard                            | Washington D. C.               | Bison         | Privada (HBCU) | 2020         | Natación masculina y femenina                               | Mid-Eastern Athletic Conference    |
| Universidad Howard                            | Washington D. C.               | Bison         | Privada (HBCU) | 2021         | Fútbol masculino y femenino Golf femenino Lacrosse femenino | Mid-Eastern Athletic Conference    |
| Universidad Howard                            | Washington D. C.               | Bison         | Privada (HBCU) | 2022         | Golf masculino                                              | Mid-Eastern Athletic Conference    |
| Universidad de la Orilla Oriental de Maryland | Princess Anne, Maryland        | Hawks         | Pública (HBCU) | 2022         | Béisbol Golf masculino y femenino                           | Mid-Eastern Athletic Conference    |
| Merrimack College                             | North Andover, Massachusetts   | Warriors      | Privada        | 2024         | Hockey sobre césped femenino                                | Metro Atlantic Athletic Conference |
| Universidad de Monmouth                       | West Long Branch, Nueva Jersey | Hawks         | Privada        | 2024         | Bowling femenino                                            | Coastal Athletic Association       |
| Universidad de Niagara                        | Lewiston, Nueva York           | Purple Eagles | Privada        | 2023         | Bowling femenino                                            | Metro Atlantic Athletic Conference |
| Universidad Estatal de Norfolk                | Norfolk, Virginia              | Spartans      | Pública (HBCU) | 2022         | Béisbol                                                     | Mid-Eastern Athletic Conference    |
| Universidad Central de Carolina del Norte     | Durham, Carolina del Norte     | Eagles        | Pública (HBCU) | 2022         | Golf masculino y femenino                                   | Mid-Eastern Athletic Conference    |
| Universidad Rider                             | Lawrenceville, Nueva Jersey    | Broncs        | Privada        | 2019         | Hockey sobre césped femenino                                | Metro Atlantic Athletic Conference |
| Universidad Robert Morris                     | Moon Township, Pensilvania     | Colonials     | Privada        | 2024         | Fútbol americano Lacrosse masculino                         | Horizon League                     |
| Universidad del Sagrado Corazón               | Fairfield, Connecticut         | Pioneers      | Privada        | 2024         | Hockey sobre césped femenino                                | Metro Atlantic Athletic Conference |
| Instituto Militar de Virginia (VMI)           | Lexington, Virginia            | Keydets       | Pública        | 2024         | Lacrosse masculino                                          | Southern Conference                |

1. ↑  El campus tiene una dirección postal en Binghamton.
2. ↑  Fairfield había jugado previamente hockey sobre césped en la NEC de 2004 a 2006 (años académicos 2004–05 a 2006–07).
3. ↑  El campus tiene una dirección postal de Princess Anne, pero está ubicado en la zona no incorporada del condado de Somerset.
4. ↑  Merrimack había sido miembro de pleno derecho de la NEC desde 2019 hasta 2024.
5. ↑  El campus tiene una dirección postal en "Niagara University".
6. ↑  Rider había jugado previamente hockey sobre césped en la NEC de 1998 a 2012 (años académicos 1998–99 a 2012–13). Rider también había sido miembro de pleno derecho de NEC desde 1992 hasta 1997.
7. ↑  Robert Morris había sido miembro de pleno derecho de la NEC desde 1981 hasta 2020.
8. ↑  Sacred Heart había sido miembro de pleno derecho de la NEC desde 1999 hasta 2024.

### Futuros Miembros Afiliados
| Institución                                   | Localización            | Equipo  | Tipo           | Año de Unión | Deportes           | Conferencia Primaria               |
| --------------------------------------------- | ----------------------- | ------- | -------------- | ------------ | ------------------ | ---------------------------------- |
| Universidad de Manhattan                      | Riverdale, Nueva York   | Jaspers | Privada        | 2025         | Voleibol masculino | Metro Atlantic Athletic Conference |
| Universidad de la Orilla Oriental de Maryland | Princess Anne, Maryland | Hawks   | Pública (HBCU) | 2025         | Voleibol masculino | Mid-Eastern Athletic Conference    |

### Antiguos miembros
| Institución                                 | Localización                   | Equipo       | Tipo    | Año de unión | Año de salida | Conferencia actual                                                   |
| ------------------------------------------- | ------------------------------ | ------------ | ------- | ------------ | ------------- | -------------------------------------------------------------------- |
| Universidad de Towson                       | Towson, Maryland               | Tigers       | Pública | 1981         | 1982          | Coastal Athletic Association                                         |
| Siena College                               | Albany, Nueva York             | Saints       | Privada | 1981         | 1984          | Metro Atlantic Athletic Conference                                   |
| Universidad Loyola Maryland                 | Baltimore, Maryland            | Greyhounds   | Privada | 1981         | 1989          | Patriot League                                                       |
| Marist College                              | Poughkeepsie, Nueva York       | Red Foxes    | Privada | 1981         | 1997          | Metro Atlantic Athletic Conference                                   |
| Universidad Rider                           | Lawrenceville, Nueva Jersey    | Broncs       | Privada | 1992         | 1997          | Metro Atlantic Athletic Conference                                   |
| Universidad de Maryland en Baltimore County | Catonsville, Maryland          | Retrievers   | Pública | 1998         | 2003          | America East Conference                                              |
| Universidad de Monmouth                     | West Long Branch, Nueva Jersey | Hawks        | Privada | 1985         | 2013          | Coastal Athletic Association                                         |
| Universidad Quinnipiac                      | Hamden, Connecticut            | Bobcats      | Privada | 1998         | 2013          | Metro Atlantic Athletic Conference                                   |
| Universidad Robert Morris                   | Moon Township, Pensilvania     | Colonials    | Privada | 1981         | 2020          | Horizon League                                                       |
| Universidad Bryant                          | Smithfield, Rhode Island       | Bulldogs     | Privada | 2008         | 2022          | America East Conference                                              |
| Universidad Mount St. Mary's                | Emmitsburg, Maryland           | Mountaineers | Privada | 1989         | 2022          | Metro Atlantic Athletic Conference                                   |
| St. Francis College                         | Brooklyn, Nueva York           | Terriers     | Privada | 1981         | 2023          | Ninguna; el programa deportivo se interrumpirá en 1 de julio de 2023 |
| Merrimack College                           | North Andover, Massachusetts   | Warriors     | Privada | 2019         | 2024          | Metro Atlantic Athletic Conference                                   |
| Universidad del Sagrado Corazón             | Fairfield, Connecticut         | Pioneers     | Privada | 1999         | 2024          | Metro Atlantic Athletic Conference                                   |